# M'Banza-Kongo
M'Banza-Kongo este un oraș în Angola. Este reședința provinciei Zaire.